# Miguel Estrada
Miguel Estrada é um jogador da seleção nacional mexicana de futebol de praia. Atua como guarda-redes.
Em 19 de Maio o Flamengo perdeu para o Lokomotiv Moscou de 6 a 4 e foi vice-campeão do torneio de praia.

## Títulos
- Vice-campeão do Torneio de Qualificação da CONCACAF para o Campeonato do Mundo de Futebol de Praia FIFA 2007.
- Vice-campeão do Campeonato do Mundo de Futebol de Praia FIFA 2007.
- Campeão do Torneio de Qualificação da CONCACAF para o Campeonato do Mundo de Futebol de Praia FIFA 2008.
- Vice-campeão do torneio de 2012
- Campeão do Mundialito de Clubes (2013)